# 에어포트 타임 캡슐
에어포트 타입 캡슐(영어: AirPort Time Capsule)은 애플 (Apple Inc.)이 개발·판매하는 백업용 하드 디스크를 탑재하는 무선 LAN 라우터이다. 2008년 1월 15일 샌프란시스코에서 개최된 맥월드 컨퍼런스 & 엑스포 2008에서 발표되었다. 맥 OS X 10.5 이상에 탑재되는 백업 소프트웨어 타임 머신을 사용하여 간단한 초기 설정만으로 모든 데이터를 자동으로 백업할 수 있다.

## 같이 보기
- 에어플레이 (애플)